# Луњано (Ријети)
Луњано је насеље у Италији у округу Ријети, региону Лацио.
Према процени из 2011. у насељу је живело 58 становника. Насеље се налази на надморској висини од 741 м.